# Louis-Théodore Devilly

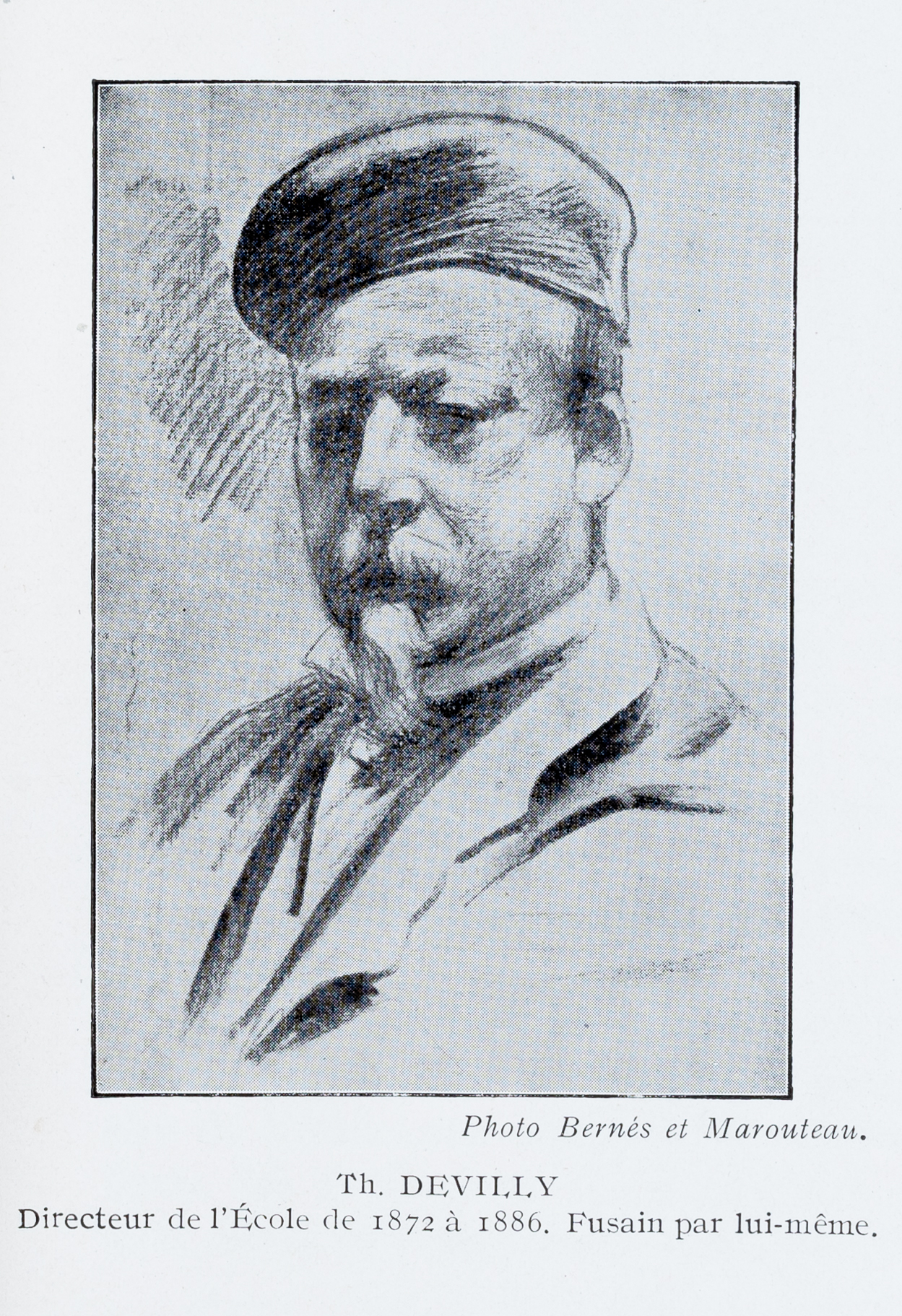
Selbstporträt von Louis-Théodore Devilly

Louis-Théodore Devilly (* 28. Oktober 1818 in Metz; † 24. Dezember 1886 in Nancy) war ein französischer Maler des 19. Jahrhunderts, bekannt für seine historischen und orientalischen Szenen.

## Leben
Louis-Théodore Devilly wurde 1818 in Metz geboren. Sein Vater, Louis-Jean-Baptiste Devilly, war Mitglied der Académie royale de Metz und starb 1826. Devilly interessierte sich schon früh für das Zeichnen und studierte von 1833 bis 1835 bei Charles-Laurent Maréchal, dem Direktor der École de Metz. Anschließend setzte er seine Ausbildung an der École des Beaux-Arts in Paris bei Paul Delaroche fort.
Nach seinem Aufenthalt in Paris kehrt Devilly nach Metz zurück und arbeitet mit Maréchal in dessen Werkstatt für Glasmalerei zusammen. 1864 wurde er zum Direktor der École de dessin in Metz ernannt. Nach der Annexion des Elsass und eines Teils Lothringens, zu dem auch die Stadt Metz gehörte, durch das Deutsche Reich am 10. Mai 1871 beschließt Devilly, sich in Nancy niederzulassen, wo er die Leitung der dortigen École des Beaux-Arts übernimmt.

## Werk

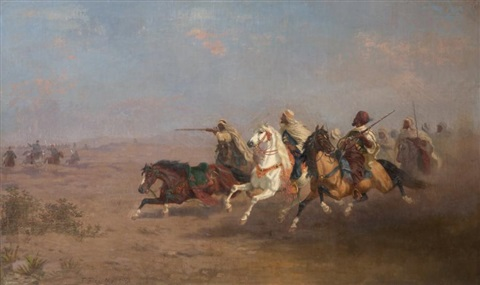
Louis-Théodore Devilly: L'escarmouche (Das Gefecht)

Louis-Théodore Devilly spezialisierte sich auf Historien- und Genremalerei, wobei er häufig militärische und orientalische Motive wählte. Sein Werk ist von der Romantik geprägt und zeigt Einflüsse seiner Lehrer und Zeitgenossen.